# Rolf Ellerbrock (Fußballspieler)
Rolf Ellerbrock (* 1925) ist ein deutscher Fußballspieler.

## Werdegang
Rolf Ellerbrock spielte für Arminia Bielefeld, mit denen er 1949 Westfalenmeister wurde und in die seinerzeit erstklassige Oberliga West aufstieg. Beim entscheidenden 1:0-Sieg im Spiel gegen den VfL Witten gab Ellerbrock per Flanke die Vorlage zum Kopfballtor durch Helmut Hasse. Nach nur einem Jahr stieg die Arminia in die II. Division West ab und Ellerbrock wechselte zum Ligarivalen TSV Detmold. Mit den Detmoldern verpasste er im Sommer 1952 die Qualifikation für die eingleisige II. Division West. Rolf Ellerbrock absolvierte 13 Oberligaspiele, in denen ihm zwei Tore gelangen und 43 Spiele in der II. Division West, bei denen er dreimal traf.